# Coefficiente di dilatazione adiabatica
Il coefficiente di dilatazione adiabatica o indice adiabatico o rapporto tra i calori specifici è il rapporto tra il calore specifico a pressione costante ({\displaystyle c_{p}}) ed il calore specifico a volume costante ({\displaystyle c_{v}}) di un gas:
{\displaystyle \gamma ={\frac {c_{p}}{c_{v}}}}
In alcuni casi è anche conosciuto come fattore di espansione isoentropica ed è denotato con la lettera {\displaystyle \gamma } o {\displaystyle k}, rispettivamente di preferenza in meccanica statistica e ingegneria chimica, e in ingegneria meccanica.
Per quanto riguarda i gas perfetti, il rapporto tra i calori specifici vale:
- {\displaystyle \gamma ={\frac {5}{3}}=1.{\bar {6}}} per gas monoatomici;
- {\displaystyle \gamma ={\frac {7}{5}}=1.4} per gas biatomici;
- {\displaystyle \gamma ={\frac {4}{3}}=1.{\bar {3}}} per gas poliatomici.

Per la relazione di Mayer ({\displaystyle c_{p}=c_{v}+R}, dove {\displaystyle R} è la costante universale dei gas) si possono scrivere i calori specifici a pressione e volume costante in funzione del coefficiente {\displaystyle \gamma }:
{\displaystyle c_{p}={\frac {\gamma R}{\gamma -1}}}
{\displaystyle c_{v}={\frac {R}{\gamma -1}}}

## Esempi di coefficienti
| T       | X          | γ     |         | T          | X     | γ       |      | T     | X | γ |
| −181 °C | H2         | 1,597 | 200 °C  | Aria secca | 1,398 | 20 °C   | NO   | 1,400 |   |   |
| −76 °C  | H2         | 1,453 | 400 °C  | Aria secca | 1,393 | 20 °C   | N2O  | 1,310 |   |   |
| 20 °C   | H2         | 1,410 | 1000 °C | Aria secca | 1,365 | −181 °C | N2   | 1,470 |   |   |
| 100 °C  | H2         | 1,404 | 2000 °C | Aria secca | 1,088 | 15 °C   | N2   | 1,404 |   |   |
| 400 °C  | H2         | 1,387 | 0 °C    | CO2        | 1,310 | 20 °C   | Cl2  | 1,340 |   |   |
| 1000 °C | H2         | 1,358 | 20 °C   | CO2        | 1,300 | −115 °C | CH4  | 1,410 |   |   |
| 2000 °C | H2         | 1,318 | 100 °C  | CO2        | 1,281 | −74 °C  | CH4  | 1,350 |   |   |
| 20 °C   | He         | 1,660 | 400 °C  | CO2        | 1,235 | 20 °C   | CH4  | 1,320 |   |   |
| 20 °C   | H2O        | 1,330 | 1000 °C | CO2        | 1,195 | 15 °C   | NH3  | 1,310 |   |   |
| 100 °C  | H2O        | 1,324 | 20 °C   | CO         | 1,400 | 19 °C   | Ne   | 1,640 |   |   |
| 200 °C  | H2O        | 1,310 | −181 °C | O2         | 1,450 | 19 °C   | Xe   | 1,660 |   |   |
| −180 °C | Ar         | 1,760 | −76 °C  | O2         | 1,415 | 19 °C   | Kr   | 1,680 |   |   |
| 20 °C   | Ar         | 1,670 | 20 °C   | O2         | 1,400 | 15 °C   | SO2  | 1,290 |   |   |
| 0 °C    | Aria secca | 1,403 | 100 °C  | O2         | 1,399 | 360 °C  | Hg   | 1,670 |   |   |
| 20 °C   | Aria secca | 1,400 | 200 °C  | O2         | 1,397 | 15 °C   | C2H6 | 1,220 |   |   |
| 100 °C  | Aria secca | 1,401 | 400 °C  | O2         | 1,394 | 16 °C   | C3H8 | 1,130 |   |   |

## Differenze tra gas ideale e gas reale
Per un gas ideale si può dimostrare come il coefficiente di dilatazione adiabatica dipenda solamente dai gradi di libertà della molecola, dalla sua massa molare e dalla costante universale dei gas {\displaystyle R}. Questo implica la sua costanza con la pressione e la temperatura. Per un gas reale non è così: le sue proprietà cambiano soprattutto con la pressione (più la pressione è bassa, più il gas è rarefatto e simile a uno ideale), dunque non sarebbe del tutto corretto affermare che {\displaystyle \gamma } dipenda solo dalle stesse proprietà citate per il gas ideale. Ciò può essere valido solamente a pressioni sufficientemente basse. 
Inoltre, per un gas reale si nota sperimentalmente una crescita piuttosto elevata di {\displaystyle \gamma } con la pressione; il coefficiente di dilatazione adiabatica {\displaystyle k} invece tende a scendere lentamente. Dunque, è sbagliato considerare uguali {\displaystyle \gamma } e {\displaystyle k} per un gas reale, poiché sono misurati a partire da due serie di ipotesi diverse (espansione adiabatica per {\displaystyle k}, rapporto di calori specifici per {\displaystyle \gamma }).